# Никита I Константинополски
Никита I (на средногръцки: Νικήτας Α΄) е константинополски патриарх от 766 до 780 година. По произход е славянин. Заема константинополската катедра по време на иконоборческия период и е иконоборец.